# となみ散居村ミュージアム
となみ散居村ミュージアム（となみさんきょそんミュージアム、英: Tonami Sankyoson Museum）は、富山県砺波市太郎丸にある公立博物館である。通称は散居村ミュージアム。富山県博物館協会会員。

## 概要
散居村で知られる砺波平野全体（厳密には砺波市・南砺市のみが対象）を「博物館」と位置付ける「となみ野田園空間博物館」の中核施設。それぞれ独立した情報館、伝統館、交流館、民具館の4館からなる博物館である。2006年（平成18年）6月10日に情報館、伝統館、交流館の3施設で開館し、2009年（平成21年）6月28日に民具館が開館した。

## 情報館
「マエナガレ」という砺波地方の伝統的家屋をモチーフとした建物で、となみ野（砺波平野）各地に点在する散居村などの農村風景、そこに建つ伝統的な建造物など全体が博物館であるとする構想に基づく「となみ野田園空間博物館」の情報発信拠点施設で、施設内には、となみ散居村ミュージアムの総合受付案内や、散居村の紹介コーナー、学習、体験ができるコーナーなどがある。
- 展示コーナー、学習コーナー、体験コーナー
- 研修室
- 事務室

## 伝統館
富山県西部の平野部に多く見られる白壁に格子状の木組みが美しい「東建ち（あずまだち）」という、木造平屋建切妻造瓦葺家屋で来客用の式台玄関があり、「アマ」と呼ばれる屋根裏がある2層構造の1915年（大正4年）建築、1958年（昭和33年）に増改築された家屋を移築復元したものである。延床面積98坪（1階・67坪、2階・31坪）

## 交流館
こちらも木造平屋建切妻造瓦葺2階建ての大正後期の家屋の「アズマダチ」で、2世帯、3世帯住宅に増改築されたものである。有償で各種会合、講演会、教室などが開催できる。延床面積120坪（1階・80坪、2階・40坪）

## 民具館
2009年（平成21年）6月28日にオープンした施設で、建物は木造2階建て、延床面積730m2で、砺波市立出町小学校の旧校舎構造物の一部を移築利用したものである。
- 展示室 1 − 企画展示室[4]
- 展示室 2・3 − 常設展示室（砺波の農具の展示）[4]
- 展示室 4 − 常設展示室（衣・食・住の生活用具、生産道具の展示）[4]
- 多目的室[4]

### 主な所蔵品
- 明治期から昭和30年ごろまでの砺波（北陸地方）の農村での、衣・食・住、生産道具などに関わる民具 約13,000点〔砺波民具展示室と合わせて、2012年（平成24年）8月現在〕
  - これら民具の収集は、1967年（昭和42年）より太田小学校（現 砺波市立庄南小学校）のPTA活動として始まったもので、農機具の機械化により、これまでの農機具が失われると同時に暮らしも変わるという危機感から、砺波市の民俗研究者が呼び掛けたものである[5]。その後砺波郷土資料館やボランティアが引き継ぎ、砺波市、小矢部市、南砺市、高岡市の一部の農家を回り、倉庫、納屋、蔵などにしまってあったもの、廃棄されようとされていたもの、を寄贈してもらい分類・整理したものである[6][7]。これら大量の民具を収集できた背景には、住民の民具への愛着と、この地方の家屋が大きいことが挙げられる[5]。

重要有形民俗文化財
- 砺波の生活・生産用具 - 当ミュージアムおよび、砺波民具展示室で収蔵している砺波の民具6,900点（生活用具 3,202点、生産用具 3,698点〔内 農機具 1,634点[5]〕）が、2017年3月3日付けで国の重要有形民俗文化財に指定された[6][8][9]。

## 施設情報
- 開館時間 : 9時 - 18時 （入館は17時30分まで）、各施設利用は21時まで
- 休館日 : 毎週水曜日、毎月第3木曜日（休日を除く）、年末年始（12月29日 - 1月3日）
- 入館料 : 民具館のみ 高校生以上 100円（団体割引 あり）
  - 他施設の入館料は無料（各施設利用は別途有料）

## 交通アクセス
- JR城端線 砺波駅より
  - 徒歩 約30分
  - 車で 約5分
  - 加越能バス庄川町行き・小牧堰堤行きに乗車、「太郎丸」下車、徒歩8分
  - 加越能バス総合運動公園線に乗車、「ユニクロ前」下車、徒歩8分
  - 砺波市営バス南部循環線に乗車、「散居村ミュージアム」下車
  - 砺波市営バス庄川線に乗車、「ユニクロ前」下車、徒歩8分
- 高岡駅南口・新高岡駅より
  - 加越能バス庄川町行き・小牧堰堤行きに乗車、「太郎丸」下車、徒歩8分
- 北陸自動車道 砺波ICより車で 約3分